# Thượng vị và hạ vị

Một ví dụ mối quan hệ giữa hạ vị và thượng vị.

Trong ngôn ngữ học, một hạ vị (tiếng Anh: hyponym, tiếng Hy Lạp: hupó) là một từ hay cụm từ thuộc về lĩnh vực ngữ nghĩa được nằm bên trong một từ khác, đó là thượng vị (tiếng Anh: hyperonym hoặc hypernym,  tiếng Hy Lạp: hupér). Theo cách giải thích khác, một hạ vị nằm trong một thành phần bản thể học với thượng vị của nó.
Ví dụ, bồ câu, đại bàng, mòng biển là các hạ vị của chim, hay có thể nói chim là thượng vị của đại bàng và mòng biển. Như vậy, có thể hiểu nôm na, thượng vị là từ/cụm từ mang có nghĩa tổng quát, cấp cao hơn và chứa các con là hạ vị. Trái lại, hạ vị là các từ/cụm từ có ý nghĩa chi tiết hơn và có cha là thượng vị. Thượng vị và hạ vị có ý nghĩa rất lớn trong khoa học máy tính, đặc biệt là lĩnh vực xử lý ngôn ngữ tự nhiên và ngôn ngữ học tính toán.